# 千本駅
千本駅（せんぼんえき）は、兵庫県たつの市新宮町千本にある、西日本旅客鉄道（JR西日本）姫新線の駅である。

## 歴史
姫津線延伸の際、播磨新宮-三日月間の停車場が一か所になるか二か所になるか判然とせず、そのために東栗栖村と西栗栖村との間で激しい誘致合戦となった。東栗栖村は千本に停車場を設置することで両村のほとんどの地域を包括できるとして西栗栖村の動きを牽制したが、西栗栖村は揖西郡に地盤を持つ田中武雄を頼りに陳情を繰り返し、結局東栗栖村・西栗栖村双方に駅が設置されることになった。
- 1934年（昭和9年）
  - 3月24日：鉄道省姫津線（現・姫新線）播磨新宮駅 - 三日月駅間延伸時に開設[3]。
    - 当時の所在地表示は兵庫県揖保郡東栗栖村千本であった[3]。

  - 11月28日：姫津西線開通に伴い、姫津線が姫津東線に改称、当駅もその所属となる。
- 1936年（昭和11年）
  - 4月8日：当駅を含む姫路駅 - 東津山駅間が全通したため姫津東線が姫津線の一部となり、当駅もその所属となる。
  - 10月10日：姫津線が姫新線の一部となり、当駅もその所属となる。
- 1962年（昭和37年）4月1日：貨物取扱廃止[3]。
- 1971年（昭和46年）3月1日：荷物扱い廃止[3][4]、無人駅化[5]。
- 1979年（昭和54年）：駅舎改築[1]。
- 1987年（昭和62年）4月1日：国鉄分割民営化に伴い、西日本旅客鉄道（JR西日本）の駅となる[3]。

## 駅構造

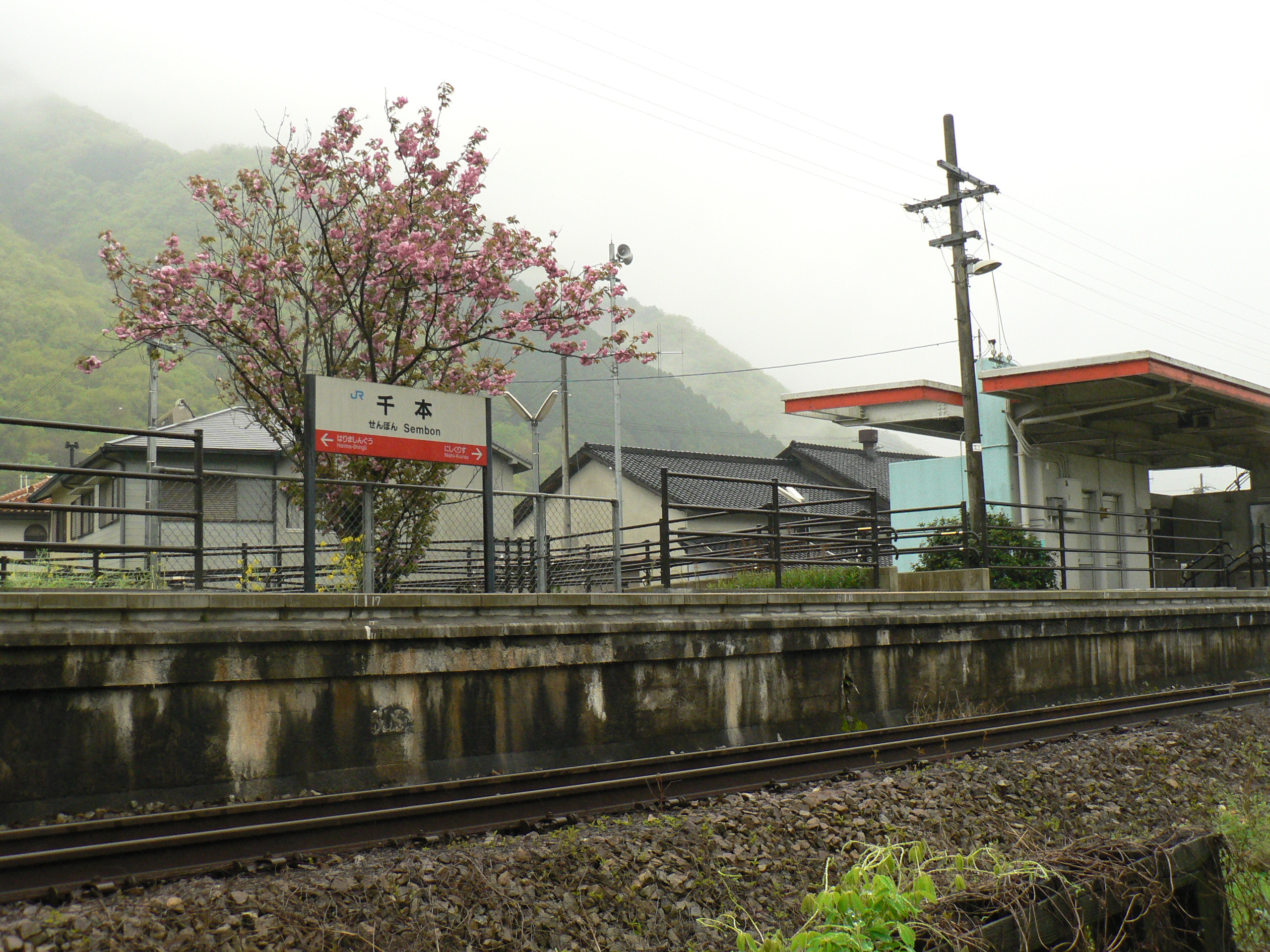
ホーム（2012年4月）

佐用方面に向かって左側に単式ホーム1面1線を有する地上駅（停留所）。以前は相対式ホーム2面2線であった跡が残っている。最長で2両編成列車しか停車しないがホーム有効長は長い。無人駅。自動券売機は設置されていない。ICOCA等の交通系ICカードも、当駅より津山方面では利用不可。

駅舎は無いがコンクリート製待合所があり、そこから少し離れた所に和式水洗トイレがある。当駅は棒線駅のため、佐用方面行・播磨新宮方面行双方が同一ホームに発着する。

## 利用状況
2023年（令和5年）度の1日平均乗車人員は26人である。
近年の1日平均乗車人員の推移は以下の通り。
| 年度   | 1日平均 乗車人員 |
| ------ | ---------------- |
| 1995年 | 139              |
| 1996年 | 133              |
| 1997年 | 130              |
| 1998年 | 126              |
| 1999年 | 115              |
| 2000年 | 105              |
| 2001年 | 88               |
| 2002年 | 70               |
| 2003年 | 51               |
| 2004年 | 45               |
| 2005年 | 45               |
| 2006年 | 41               |
| 2007年 | 31               |
| 2008年 | 28               |
| 2009年 | 29               |
| 2010年 | 29               |
| 2011年 | 33               |
| 2012年 | 29               |
| 2013年 | 32               |
| 2014年 | 31               |
| 2015年 | 34               |
| 2016年 | 41               |
| 2017年 | 38               |
| 2018年 | 31               |
| 2019年 | 31               |
| 2020年 | 20               |
| 2021年 | 21               |
| 2022年 | 24               |
| 2023年 | 26               |

## 駅周辺
- 千本簡易郵便局
- 熊橋製材所
- 兵庫西農業協同組合（JA兵庫西）千本支店

### バス路線
「千本駅」停留所より、上郡駅や播磨新宮駅へと結ぶ播磨科学公園都市圏域定住自立圏圏域バス「てくてくバス」が発着する。なお、日・祝日及び年末年始は運休となる。

## 隣の駅
西日本旅客鉄道（JR西日本）
 姫新線
播磨新宮駅 - 千本駅 - 西栗栖駅